# Quintilian

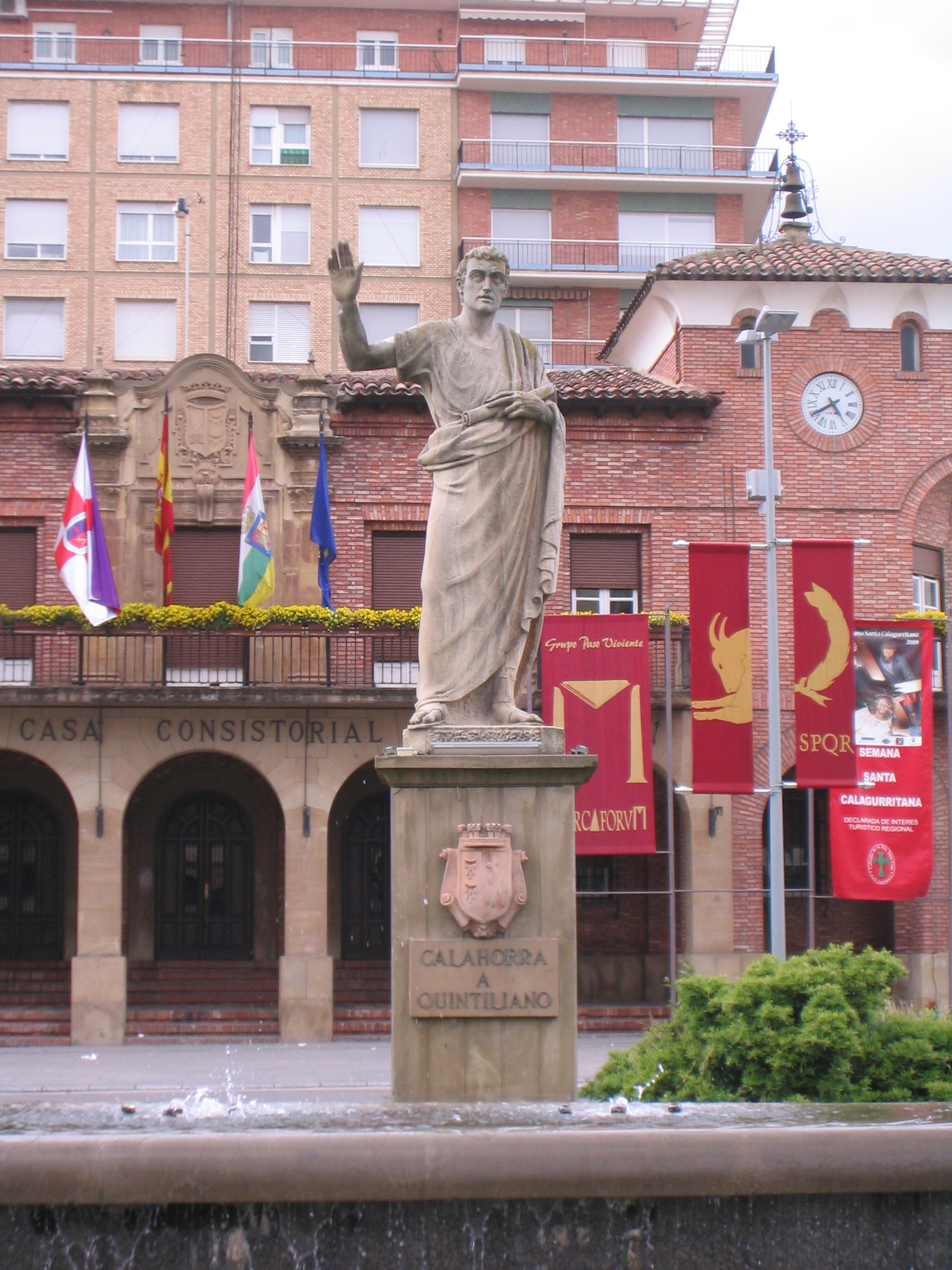
Statuia lui Quintilian din Calahorra, La Rioja, Spania

Marcus Fabius Quintilianus sau Quintilian (n. 35 - d. 100) a fost un retor și pedagog roman, fiind, alături de Cicero, unul dintre renumiții oratori și scriitori latini. 
Originar din Peninsula Iberică (Hispania), a studiat la Roma, devenind profesor de retorică și avocat.
I s-a încredințat educația nepoților împăratului Domitian.
Lucrarea sa, De institutione oratoria ("Despre oratorie") este primul tratat sistematic de pedagogie, fiind un punct de referință important pentru școlile medievale de retorică și în literatura renascentistă.

## Viața
Quintillian s-a născut c. 35 d.Hr. în Calagurris (astăzi Calahorra, La Rioja), în provincia romană Hispania. Tatăl său, de o educație aleasă, l-a trimis la Roma pentru a studia retorica, la începutul domniei lui Nero. Pe când se afla acolo, și-a cultivat relația cu Domitius Afer, care a murit în 59. „A fost întotdeauna obiceiul... ca tinerii cu ambiții în ceea ce privește viața publică să se concentreze asupra unui model mai în vârstă... pe care să îl considere mentorul lor” (Kennedy, 16). Quintilian l-a luat în mod evident pe Afer drept modelul său, ascultându-l vorbind și ascultându-i discursurile din tribunale. Afer a fost considerat mai degrabă un orator auster, clasic, „ciceronian”, în comparație cu majoritatea celor din timpul lui Seneca, și este posibil ca Afer să fi inspirat dragostea lui Quintilian pentru Cicero.
La ceva timp după moartea lui Afer, Quintilian s-a întors în Spania, posibil pentru a profesa în tribunalele provinciei sale. Cu toate acestea, în 68, s-a întors la Roma ca parte a suitei împăratului Galba, succesorul de scurtă durată a lui Nero. Quintilian nu pare să fi fost un sfătuitor apropiat al Împăratului, ceea ce probabil i-a asigurat supravițuirea după asasinarea lui Galba petrecută în 69.
După moartea lui Galba, și în timpul haoticului „An al celor patru împărați” care a urmat, Quintilian a deschis o școală publică de retorică. Printre discipolii săi s-au numărat Pliniu cel Tânăr, și posibil Tacitus. Împăratul Vespasian l-a numit consul. Împăratul „în general nu era interesat în mod deosebit de arte, dar... era interesat de educație ca mijloc de creare a unei clase conducătoare responsabile și inteligente” (19). Acest subsidiu i-a permis lui Quintilian să dedice mai mult timp școlii, din moment ce l-a eliberat de probleme financiare importante. În plus, a continuat să apară în tribunale, argumentând în favoarea clienților săi.
Despre viața lui personală se cunosc foarte puține. În „Institutio Oratoria”, el menționează o soție care a murit tânără, precum și doi copii care au murit înaintea lui.
Quintilian s-a retras din predat și profesat în 88, în timpul domniei lui Domițian. Retragerea sa este posibil să fi fost grăbită de siguranța financiară de care se bucura și de dorința sa de a-și trăi ultimii ani în relaxare. Quintilian a supraviețuit mai multor împărați; domniile lui Vespasian și Titus au fost relativ pașnice, dar Domițian avea o personalitate dificilă și în cele mai bune momente ale sale. Cruzimea și paranoia crescândă a lui Domițian este posibil să-l fi determinat pe Quintilian să se distanțeze cu grijă de împărat. Împăratul nu pare să se fi supărat; în anul 90, Quintilian a fost numit tutore pentru cei doi strănepoți și moștenitori ai lui Domițian. Totuși nu este neapărat un semn de încredere; „până să-și termine Quintilian «Institutio Oratoria», cei doi tineri - potențiali rivali la un tron nesigur - dispăruseră în exil” (Murphy, xx). Altfel, Quintilian și-a petrecut ultimii ani lucrând la „Institutio Oratoria”. Data exactă a morții sale este necunoscută, dar se consideră că a fost în jurul anului 100. Nu pare să fi trăit mult timp după Domițian, care a fost asasinat în 96.

## Opera
Singura operă extinsă a lui Quintilian este cartea de 12 volume despre retorică, intitulată „Institutio Oratoria”. Această operă abordează nu doar teoria și practica retoricii, ci și educația fundamentală și dezvoltarea oratorului însuși. Un text anterior, „De Causis Corruptae Eloquentiae” („Cauzele elocvenței corupte”) s-a pierdut, dar se consideră că ar fi fost „o expunere preliminară a unor opinii exprimate mai târziu în «Institutio Oratoria»” (Kennedy, 24).
În plus, există două serii de declamații, „Declamationes Majores” și „Declamationes Minores”, care i-au fost atribuite lui Quintilian. Cu toate acestea, există dezbateri privind autorul real al acestor texte; „Unii erudiți moderni consideră că declamațiile care au circulat cu numele său reprezintă notele lecturii unui erudit care folosea sistemul lui Quintilian, sau care chiar a fost educat de către el” (Murphy, xvii-xviii).